# Detroit (Maine)
Pour les articles homonymes, voir Detroit.
Detroit est une petite ville située dans l’État américain de Maine, dans le comté de Somerset. Selon le recensement de 2000, sa population est de 816 habitants.